# ワキノサウルス
ワキノサウルス（Wakinosaurus　「脇野のトカゲ」の意味）は、現在の日本の九州にある千石層の前期白亜紀（オーテリビアン期-バレミアン期）の地層から発見された獣脚類恐竜の属である。この属は単一の歯に基づく分類群である。

## 発見と命名
1990年2月8日、福岡県宮田町の千石峡で小学校教師の佐藤政弘により獣脚類の歯の化石が発見された。佐藤は化石を北九州市立自然史博物館に持ち込み、同年の日本古生物学会にて同館の学芸員である岡崎美彦によって初めて発見が報告された。この際、発見地と発見者にちなむ愛称「ワキノサトウリュウ」という愛称がつけられた。1992年に岡崎は他の獣脚類の歯との比較をおこない鋸歯の独自性などから独自の属種としてタイプ種Wakinosaurus satoi を命名、記載した。属名は千石層を含む関門層群の脇野亜層群にちなんだものであり、種小名は発見者の佐藤正弘に献名されたものである。

## 特徴
ホロタイプKMNH VP000016は単一の歯の欠片で頂点の半分ほどを欠いていて、保存されている長さは57.4 mmである。頬側、舌側とも平ら（flattened）で、多数の縦方向の条線がある。条線は全体にわたって強さも間隔も不規則で、規則的に挿入されるがところどころで分岐している。表面には皺が寄っていて、基部には条線が少なく、長さは32.8mm、幅10.4mmである。前方の切端には明瞭な鋸歯があり、約45 mmで100個ほどある。後方の切端には5 mmで12個ある。鋸歯は切端付近のみにあり、表面に深く刻まれているわけではない。
大きく歯冠が平たい（flattened）、鋸歯が細かい、縦方向の皺を持つという3つの特徴に基づき似た特徴をもつとされるプロデイノドン属の2種、P. mongoliensisとP. kwangshiensisとの比較が行われた。P. kwangshiensisは断面が薄く、ワキノサトウリュウに似ているものの縦の皺はなく、鋸歯の形状も異なっていた。タイプ種P. mongoliensisは両者とも似ておらず、P. kwangshiensisの記載者Houがプロデイノドン属に属すると判断し、岡崎がワキノサトウリュウと参照することを検討する原因となったP. mongoliensisの記載にある「flattened side」という特徴は断面が薄いことではなく、断面が長方形に近いものであることを示すものであると推測され、P. kwangshiensisおよびワキノサトウリュウはこの属に属さず独自の別の属に属すると考えられた。
ワキノサウルスは当初はメガロサウルス科として記載されていたが、今では疑問名で不定の新獣脚類と考えられている。
2020年には、アクロカントサウルスのような基盤カルカロドントサウルス科である可能性が示唆された。